# Warszawska piątka
Warszawska piątka (ros. Варшавская пятерка) – sowiecka siatka wywiadowcza w Warszawie w II połowie lat 30. XX wieku.

## Historia
Pod koniec 1933 roku do Warszawy przybył korespondent berlińskiej gazety „Berliner Tageblatt” Rudolf Herrnstadt. Jednocześnie był on agentem sowieckiego Razwiedupra, czyli wywiadu Armii Czerwonej. Miał pseudonim „Rudolf Arbin”. Jego zadaniem było stworzenie siatki wywiadowczej, mającej zbierać informacje dotyczące przygotowań III Rzeszy do wojny przeciwko ZSRR.
W listopadzie 1935 roku do stolicy Polski przybyła Ilse Stöbe, żona Rudolfa Herrnstadta, dziennikarka tej samej gazety „Berliner Tageblatt”, która od 1930 roku również była agentką sowieckiego wywiadu wojskowego. Używała pseudonimu „Alta”. Natychmiast została włączona do siatki wywiadowczej swojego męża. Do jej zadań należało nawiązywanie kontaktów z osobami wytypowanymi przez Rudolfa Herrnstadta i fotografowanie zdobytych przez niego sekretnych dokumentów.
Pod koniec 1936 roku siatka wywiadowcza została przekształcona w warszawską rezydenturę Razwiedupra. Najcenniejszymi współpracownikami byli: urzędnik ambasady III Rzeszy Gerhard Kegel (ps. „HWC”), posiadający dostęp do informacji ekonomicznych oraz małżeństwo dziennikarzy z Wrocławia – Kurt Welkisch (ps. „AWS”) i Margarita Welkisch (ps. „LCL”). Kurt Welkisch pod koniec 1935 roku skłonił do współpracy nieznanego funkcjonariusza Abwehry, który w źródłach rosyjskojęzycznych występuje pod oznaczeniem „kapitana K”. Otrzymał on pseudonim „18”. Małżeństwo Welkisch przekazywało głównie informacje o charakterze polityczno-wojskowym. Ilse Stöbe udało się ponadto zwerbować Rudolfa von Scheliha, który w ambasadzie III Rzeszy pełnił funkcję sekretarza ambasadora Hansa Adolfa von Moltke. Otrzymał on pseudonim „Aryjczyk”. Jego motywy współpracy były nie ideologiczne, lecz patriotyczne, gdyż był przeciwnikiem NSDAP i polityki prowadzonej przez Adolfa Hitlera. Ponieważ nienawidził komunizmu, jego werbunek został przeprowadzony w taki sposób, żeby myślał, że współpracuje z brytyjskim wywiadem. Dzięki niemu Sowieci otrzymywali bardzo cenne informacje związane z różnymi kwestiami polityki wewnętrznej władz III Rzeszy. Pod koniec 1938 roku Ilse Stöbe została referentem do spraw kultury oddziału kobiecego NSDAP w Warszawie. Była to przykrywka do jej działalności wywiadowczej. Z drugiej strony dzięki pełnieniu tej funkcji „Alta” miała możliwość nawiązać szerokie kontakty z przywództwem warszawskich nazistów, a także żonami niemieckich dyplomatów.
Latem 1939 roku, kiedy sytuacja polityczna w Europie stawała się coraz bardziej napięta, Rudolf Herrnstadt otrzymał z Moskwy zadanie wybrania osoby, która mogłaby kierować działalnością wywiadowczą Razwiedupra w Berlinie. Sam, będąc z pochodzenia Żydem, nie miał takich możliwości. Główni współpracownicy jego rezydentury po wybuchu wojny między Niemcami i Polską mieli przenieść się do stolicy III Rzeszy, aby tam kontynuować działania wywiadowcze. W rezultacie wybór Rudolfa Herrnstadta padł na jego żonę Ilse Stöbe, która miała odpowiednie doświadczenie i liczne kontakty towarzysko-zawodowe. 14 sierpnia 1939 roku Rudolf Herrnstadt poinformował Moskwę, że Niemcy zamierzają 30 sierpnia lub 1 września zaatakować Polskę. Wkrótce potem na polecenie Ministerstwa Spraw Zagranicznych III Rzeszy prawie wszyscy dziennikarze i dyplomaci wyjechali z Warszawy. Na miejscu pozostał Rudolf Herrnstadt, który – po agresji wojsk niemieckich 1 września – przedostał się nielegalnie przez państwa bałtyckie do ZSRR.